# Suonenjoki
Suonenjoki est une ville du centre-est de la Finlande, dans la région de Savonie du Nord.

## Géographie
La ville est traversée par la nationale 9 (E63) entre Jyväskylä et Kuopio (la capitale régionale, à environ 50 km). Elle est également une étape du chemin de fer de Savonie, et a été le théâtre le 12 août 1998 d'une des plus spectaculaires collisions de train de l'histoire de la Finlande, qui n'a miraculeusement fait que 25 blessés.
Les communes limitrophes sont Rautalampi à l'ouest, Tervo au nord-ouest, Karttula au nord, Kuopio au nord-est, Leppävirta à l'est, et côté Savonie du Sud Pieksänmaa au sud.

## Démographie
Depuis 1980, l'évolution démographique de Suonenjoki est la suivante :
| Année      | 1980  | 1985  | 1990  | 1995  | 2000  | 2005  |
| ---------- | ----- | ----- | ----- | ----- | ----- | ----- |
| population | 9 110 | 8 981 | 8 681 | 8 560 | 8 048 | 7 766 |

| Année      | 2010  | 2015  | 2020  |
| ---------- | ----- | ----- | ----- |
| population | 7 598 | 7 390 | 7 060 |

## Lieux et monuments
- Église de Suonenjoki (fi)
- Musée de la maison des travailleurs de Kolikkoinmäki (fi)
- Musée de Suonenjoki (fi)
- Canal-musée de Kuivataipale (fi)

## Économie
Suonenjoki est la capitale autoproclamée de la fraise. En juin et juillet, les champs se couvrent de petites taches rouges et attirent des centaines de cueilleurs venus pour leur grande majorité de l'étranger (notamment de Russie). Le festival d'été qui se tient dans la cité chaque année en juillet se nomme sans surprise le carnaval de la fraise (Mansikkakarnevaalit).
La ville manque néanmoins largement de moteur solide pour entraîner son économie, et le taux de chômage très important pousse près de 1 % de la population à quitter chaque année la cité.

## Personnalités
- Kalle Jalkanen, fondeur finlandais, médaille d'or aux jeux olympiques de 1936 et champion du monde en 1938.
- Olavi Ruotsalainen, maire de Suonenjoki.
- Lauri Kerminen, volleyeur
- Rauno Miettinen, skieur
- Iiro Pakarinen, joueur de hockey
- Liisa Suihkonen, skieuse

## Galerie

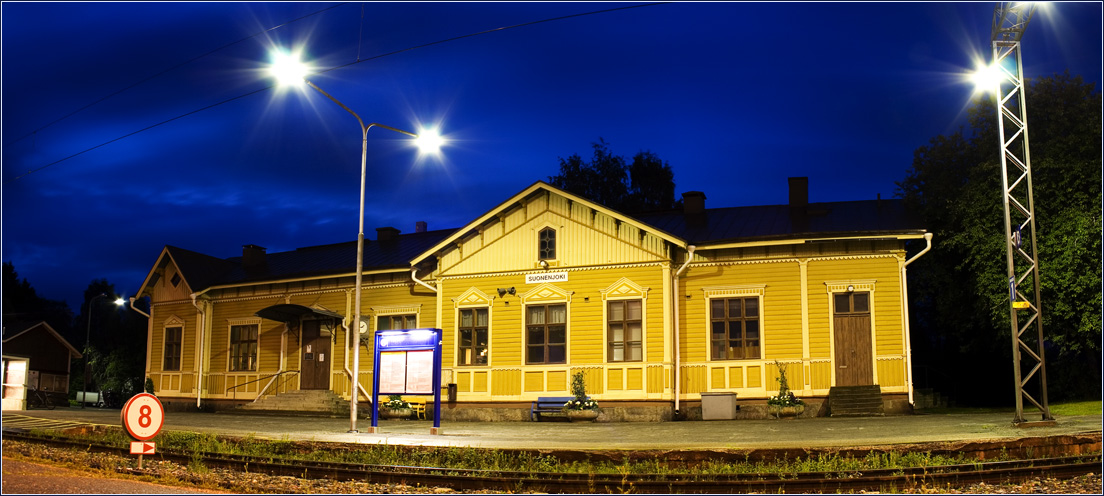
Gare de Suonenjoki.
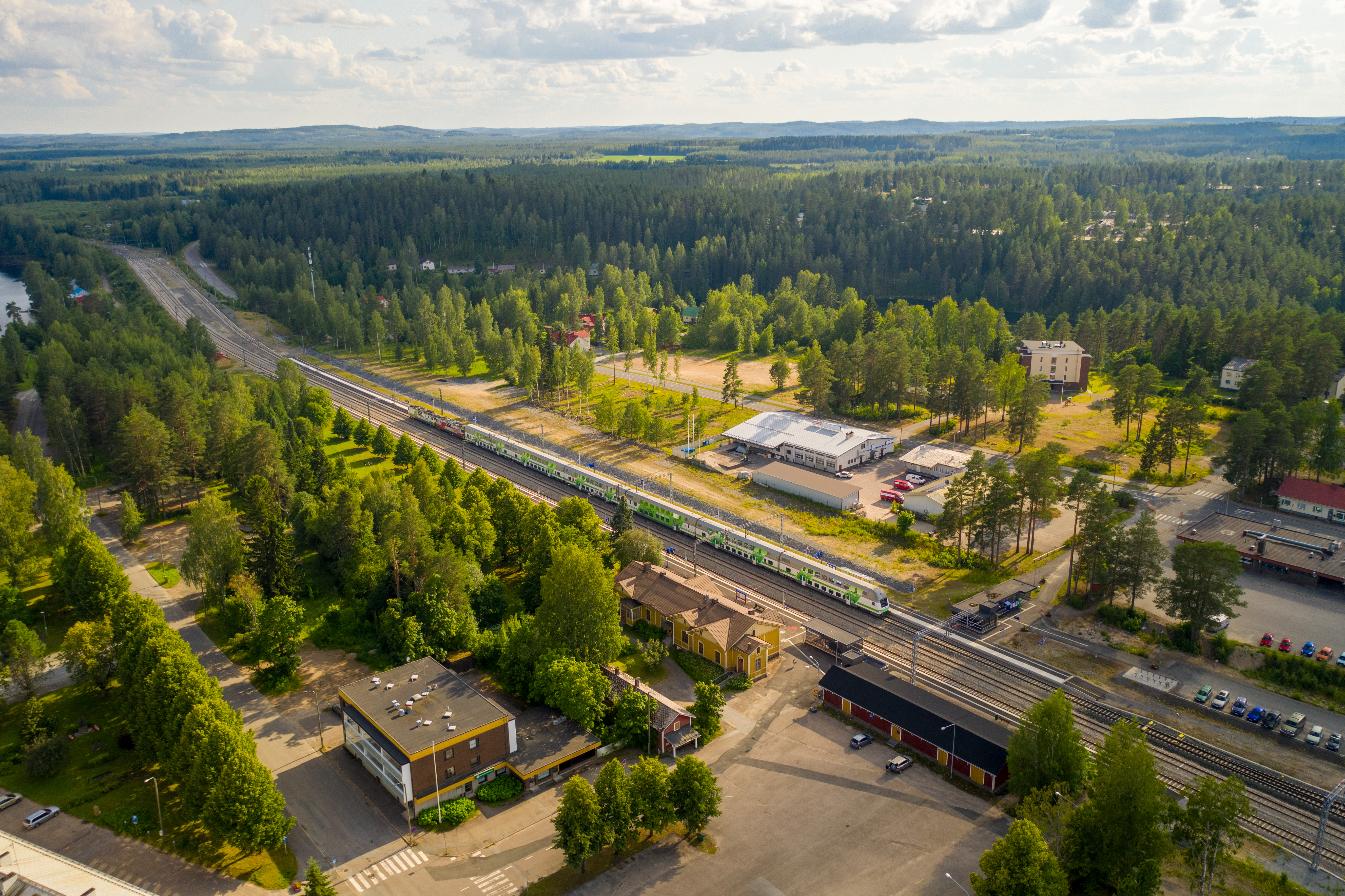
Gare de Suonenjoki.
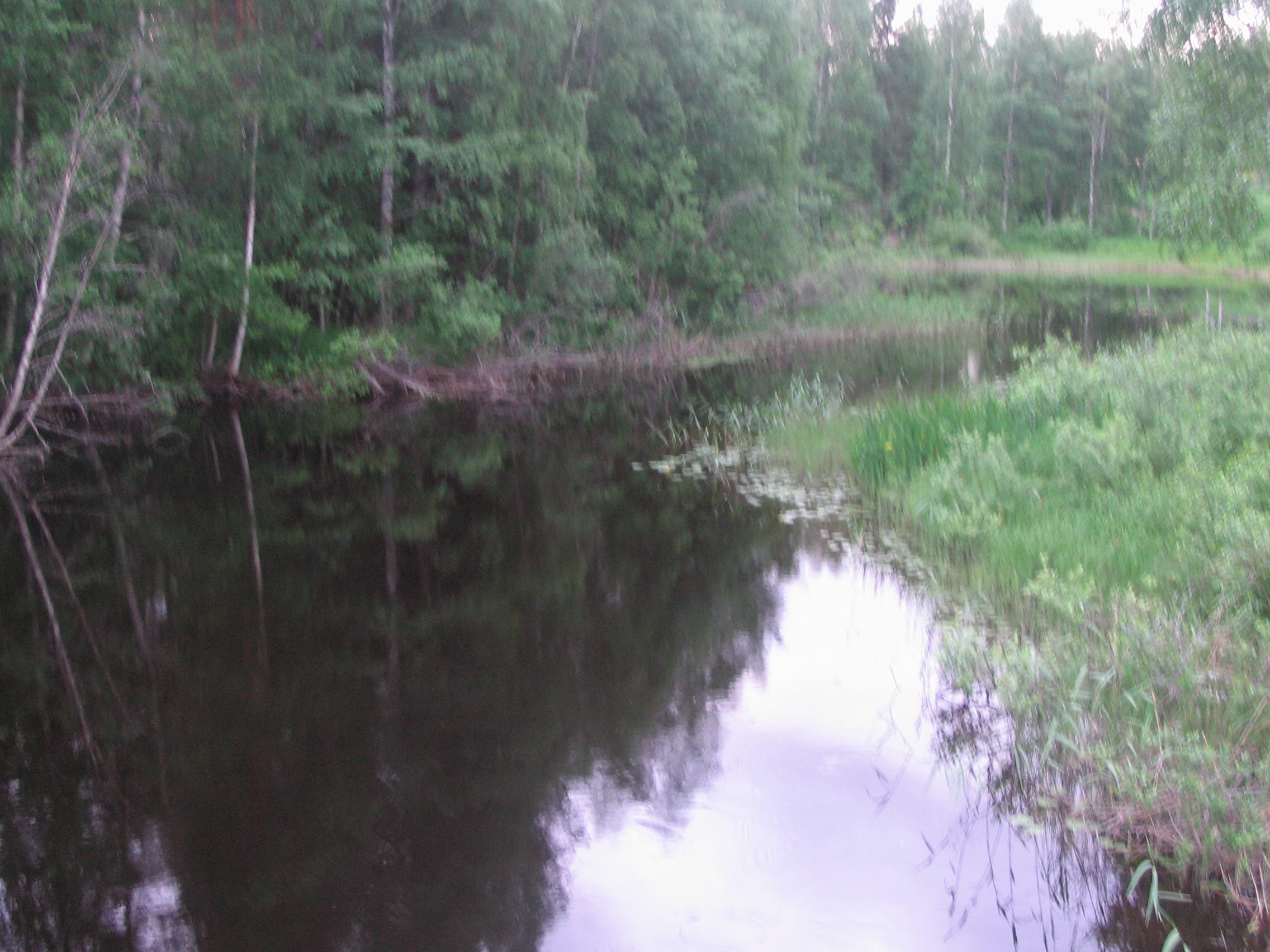
Pörölänmäki.
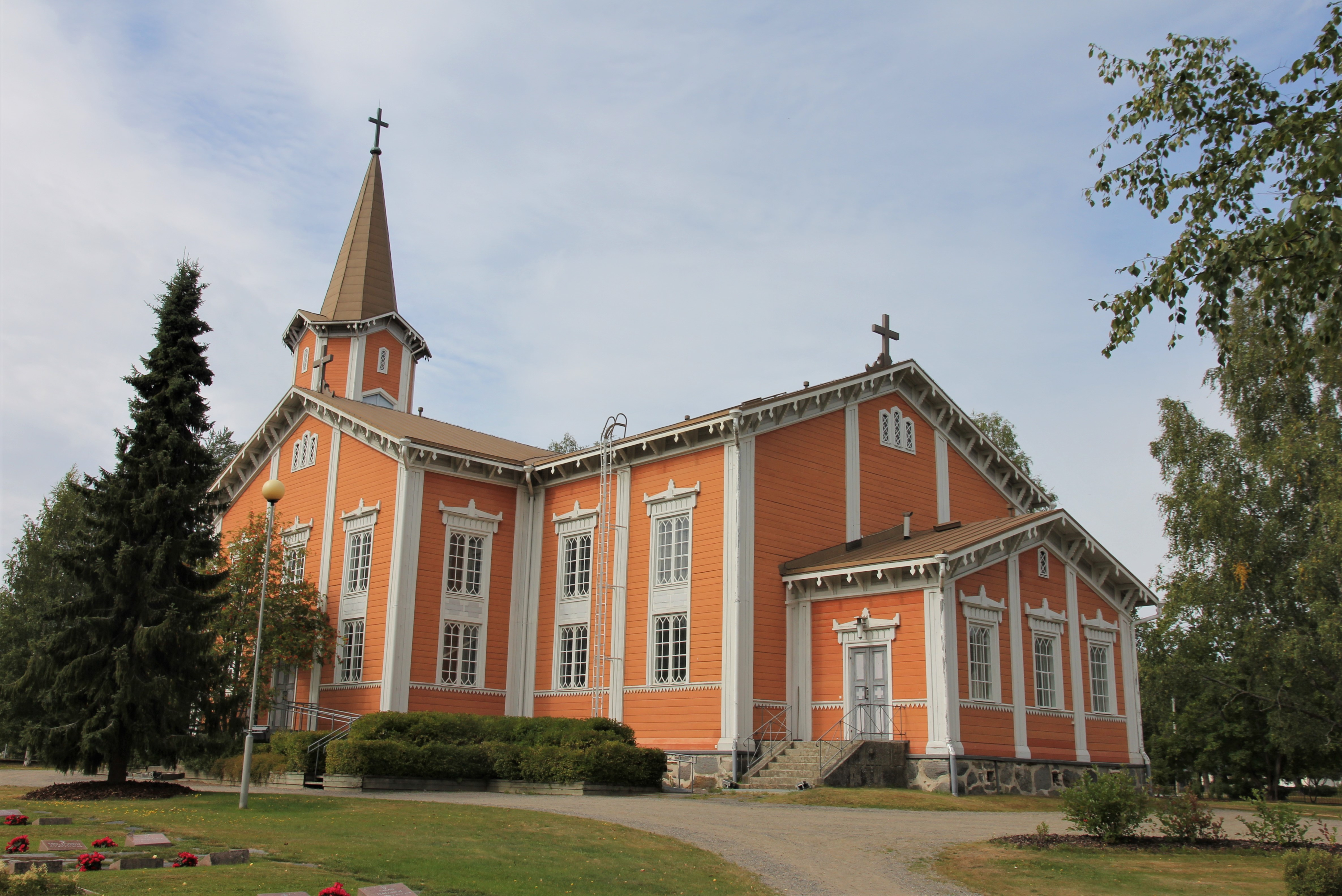
Église de Suonenjoki.
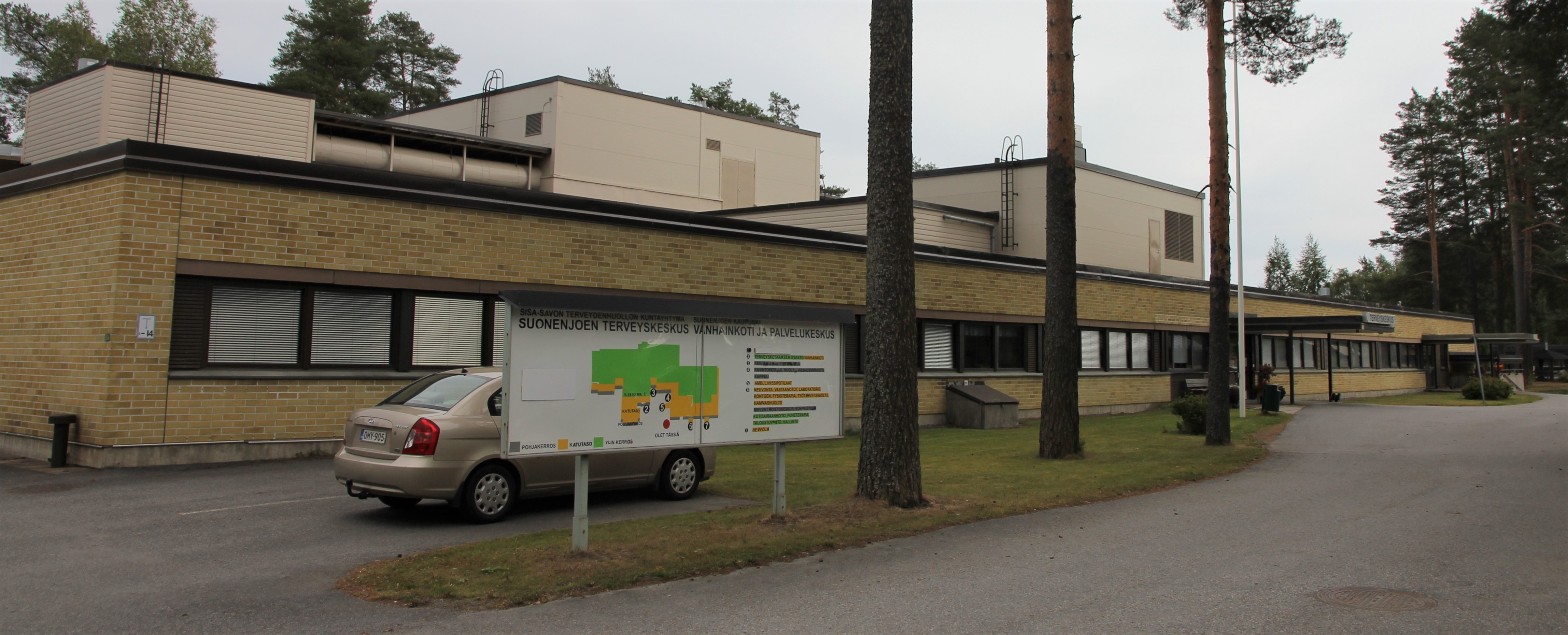
Centre médical.
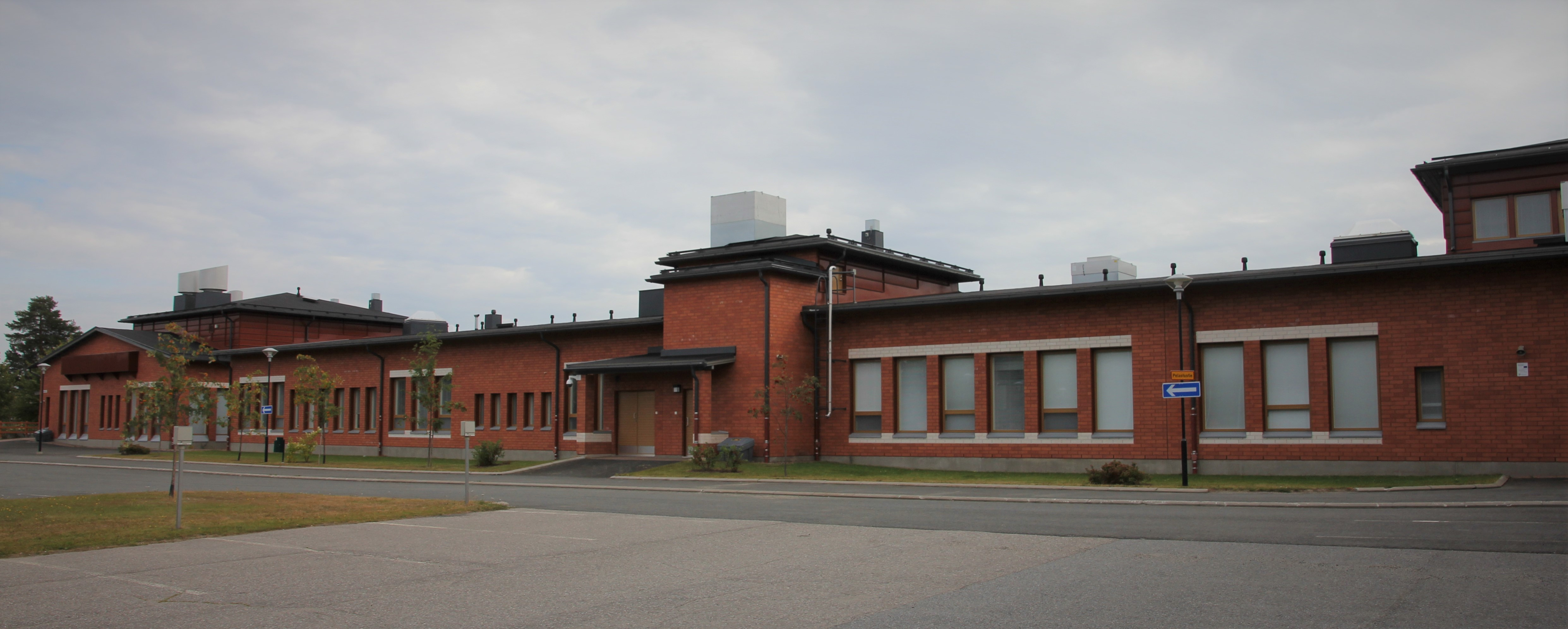
École de Suonenjoki.